# Elegia muirii
Elegia muirii är en gräsväxtart som beskrevs av Neville Stuart Pillans. Elegia muirii ingår i släktet Elegia och familjen Restionaceae. Inga underarter finns listade i Catalogue of Life.